# 男鹿市民文化会館
男鹿市民文化会館（おがしみんぶんかかいかん ）は、秋田県男鹿市にある公共施設である。

## 概要
男鹿市の市民の福祉・交流・健康を図る為に男鹿市が設立した。敷地面積は15,117.60平米である。大ホールは収容人員は1,020名（固定席1,012・車椅子用席4・母子席4）となっている。男鹿市での行事などの半分以上がこちらで行われている。

## 交通アクセス
- JR男鹿線「男鹿駅」から徒歩約15分。